# Ifjú rendőrnyomozók
Az Ifjú rendőrnyomozók (Lil' Crime Stoppers) a South Park című rajzfilmsorozat 102. része (a 7. évad 6. epizódja). Elsőként 2003. április 23-án sugározták az Amerikai Egyesült Államokban.

## Cselekmény
|  | Alább a cselekmény részletei következnek! |

A fiúk úgy döntenek, detektíveset fognak játszani, ezért járják a várost és kisebb bűncselekmények megoldására vállalkoznak. Első megbízásukat egy idős házaspártól kapják, akik egy ablakpárkányról eltűnt pitét keresnek. Miután megvizsgálták a helyszínt, a gyerekek előadják feltevésüket az ügy hátteréről; szerintük a férj meg akarta kaparintani a süteményt, de a felesége nem engedte neki, ezért azt tervezte, brutálisan meggyilkolja az asszonyt, majd eltünteti a holttestét. Mielőtt azonban ezt véghez vitte volna, a kutya már megette a pitét. A rémisztő történettől elborzadva az idős pár gyorsan elküldi a fiúkat, de előtte még adnak nekik egy dollárt a „szolgálataikért” cserébe.
A következő ügy egy eltűnt játékbaba esete. Az első gyanúsított Butters lesz (minden különösebb ok nélkül), akit arra kényszerítenek, hogy a nyomozás érdekében produlkáljon spermamintát Cartmanék fürdőszobájában. Ezután a fiúk egy fülest kapnak, mely szerint a babát Bill és Fosse lopta el. A helyszínen azonban FBI-osat játszó gyerekek veszik át az ügyet, de ennek ellenére Stanék behatolnak a házba, majd „lelövik” Billt és Fosse-t.
A Park megyei rendőrfőkapitányságon tudomást szereznek a gyerekek nyomozói képességeiről, ezért kinevezik őket ifjúsági nyomozókká. Azonban nemsokára olyan ügyeket bíznak rájuk, melyeket valódi rendőröknek kellene elvégezniük, például egy droglabor hatástalanítását. Ezt az ügyet kis szerencsével sikerül megoldaniuk, mert a bűnözők a hirtelen rajtaütés okozta megdöbbenésük miatt egymást lövik le.
A többi nyomozó gúnyolni kezdi a gyerekeket és az is kiderül, hogy a felnőttek közül néhányan korruptak. A fiúkat a rendőrfőnök egy sztriptízbárba küldi, melyet Colorado legnagyobb drogbárója birtokol (aki egyébként a korábban lerombolt droglabort is üzemeltette).  Hamarosan tűzharc tör ki, melybe a valódi rendőrök is megérkeznek, de hármuk közül kettő a drogbáró embere. Megérkeznek a valódi rendőrök is de humoros módon ugyanolyan helyzetben, mint Stanéktől, elveszi tőlük az ügyet az FBI . Az egyik korrupt rendőr lelövi az egyedüli tisztességes rendőrt, de az életben marad. Ezt követően a drogbáróval is végez, majd társát is meggyilkolja. Utoljára egy ember marad, akiben nem bízhat meg, saját maga, ezért öngyilkos lesz. A rendőrfőnök előlépteti a fiúkat, de nekik nem tetszik a nyomozósdi, ezért inkább Cartman pincéjében mosodásat játszanak. Az epizód végén feltűnik Butters, akinek nagy nehezen sikerült spermamintát adnia (állítása szerint azután, hogy Stan anyjának melleire gondolt).

## Utalások
- Az epizód elején lévő véres jelenet, mely során a fiúk a sütemény eltűnésének körülményeit rekonstruálják, utalás a CSI: A helyszínelők című sorozatra, melyben gyakoriak a hasonló bejátszások.

## Érdekességek
- A sztriptízbárban a drogbáró megemlíti McCormickék nevét; lehetséges, hogy Kenny szülei is részesei a drogüzletnek.
- A fiúk itt láthatók először ténylegesen ruha nélkül. Kenny is leveszi az overallját, de őt csak öltözködésnél lehet látni, akkor is hátulról. Az Ifjú rendőrnyomozók a sorozat azon kevés epizódjai közé tartozik, melyekben a főszereplők sapka nélkül is szerepelnek.

## Bakik
- Amikor zuhanyzás előtt a fiúk beteszik ruháikat a szekrényeikbe, Cartman-en nincs sapka. Miután közvetlenül ezután az őket cikiző rendőrök felé fordulnak, már van.
- A rendőrkapitányságon található naptáron a szeptember csak 22 napos.

## Külső hivatkozások
- Ifjú rendőrnyomozók a South Park Studios hivatalos honlapon (Archiválva 2008. május 12-i dátummal a Wayback Machine-ben)